# Внутримолекулярная реакция
Внутримолекулярная реакция в химии описывает процесс или характеристику, свойства или явления, ограниченные в структуре одной молекулы.

## Примеры
- Внутримолекулярный гидридный перенос (перенос гидрид-иона между частями одной молекулы)
- Внутримолекулярные водородные связи (водородная связь образуюется между двумя функциональными группами одной молекулы).

Во внутримолекулярных органических реакциях две реагирующих области могут содержатся в одной молекуле. Это создает очень высокую эффективную концентрацию (в результате — высокие скорости реакций) и, следовательно, могут протекать многие внутримолекулярные реакции, которые обычно не встречаются в качестве межмолекулярных реакций между этими соединениями.
Примеры внутримолекулярных реакций: перегруппировка Смайлса, конденсация Дикмана, синтез Маделунга.

## Молекулярные привязки
Концепция  молекулярных якорей предполагает, что остальные внутримолекулярные реакции временно могут быть внутримолекулярными благодаря связыванию обоих реакций «якорем». Известные варианты выбора привязки могут включать в себя карбонатный эфир, борный эфир, силиловый эфир, или силильные ацетальные соединения (кремниевая привязка), которые являются достаточно инертными во многих органических реакциях и все же могут быть разорваны посредством специфических реагентов. Основным препятствием для последней указанной цели является выбор правильной длины привязки и создание способных к реакциям групп, имеющих оптимальную ориентацию относительно друг друга. Примером является реакция Посона — Кханда, где алкен и алкин связаны вместе с помощью силилового эфира.
В данной реакции, угол приведения привязки реагирующих групп эффективно уменьшается путём размещения изопропиловой группы на атоме кремния посредством эффекта Торпа — Ингольда. Никакой реакции не произойдет, если эти объемные группы будут заменены меньшими метильными группами.
Другим примером является фотохимическое [2 + 2] циклоприсоединение с двумя группами алкена, связанных через кремниевую ацетальную группу (рацемическую, другой энантиомер не показан), которая затем расщепляется фторидом тетра-н-бутиламмония с образованием эндо-диола.
Без привязки формируется экзо-изомер.